# 嘉諾撒聖心中學
嘉諾撒聖心中學（葡萄牙語：Colégio do Sagrado Coração de Jesus，簡稱：SHCC）於1939年創辦，它是澳門一所傳統名校。是由天主教嘉諾撒仁愛女修會開辦的澳門學校，是一所具備幼兒、小學及中學教育的學校。該校幼稚園設在俾利喇街114-122號，與位於澳門美副將大馬路75號的中學及小學分開。其校舍與嘉諾撒聖心英文中學中小學部校舍相連，但兩者無論行政以及教學均為獨立，並無交涉。

## 宗旨

### 辦學宗旨
嘉諾撒仁愛女修會會祖聖嘉諾撒瑪大肋納，於1808年在意大利的韋羅娜城興學助貧，以教育孤貧弱小為宗旨。
嘉諾撒聖心女子中學一貫嘉諾撒仁愛女修會的教育宗旨，建基於福音精神，幫助年青人成為優秀誠實的人，並能肩負社會的責任，敏於他人的需要。

### 校訓
「Scientia et Puritas」意指「德智並重」，提醒學生為助個人邁向成熟，知識須與誠實相隨。
本校在辦學實體嘉諾撒仁愛女修會的統導之下，成立本校董會，以不牟利的非高等教育私立學校性質辦學。

## 沿革
前身為嘉諾撒培貞學校，中文部（現稱嘉諾撒聖心中學）創辦時暫用聖心英文書院（即英文部，現稱嘉諾撒聖心英文中學）之校舍，稱為培貞學校初級中學。由於學校沒有在廣東省教育廳立案，故於1944年與粵華中學合併並易名為粵華中學女子部，並增設高中部。
自40至60年代，學生人數大增，一度逾千人。在1967年政局動蕩，學生人數亦因而減少很多。直至60年代都只培育文科學生，後來因應社會的需求，才決定開設商科和理科。
- 1973年，慈幼會與嘉諾撒仁愛女修會聯合宣佈粵華女子部脫離粵華中學，改稱為嘉諾撒聖心女子中學，並以新校名向僑務委員會立案。
- 1974年，在澳門教育司立案，並於1978年被澳葡政府承認為非牟利私校。
- 1980年，中文部全面遷入美副將大馬路之校舍，中文部與英文部因而成為兩所獨立運作之學校。
- 2011年，中文部開始招生幼稚園男生，並於2012年改名為嘉諾撒聖心中學。

## 歷屆校長
| 年份       | 姓名   |
| ---------- | ------ |
| 1974-1982  | 周惠琛 |
| 1982-1986  | 譚麗瓊 |
| 1986-1991  | 羅婉明 |
| 1991-1993  | 楊婉芬 |
| 1993-2024  | 蘇映璇 |
| 2024年至今 | 羅婉明 |

## 爭議

### 中文部小一改用人教版簡體字教材
2024年6月，聖心中學中文部派發新一年書單，部分小一學生家長發現下一學年的中文科教材改用為內地人民教育出版社出版的簡體中文書，擔憂學校擬在小一甚至是教授學生讀寫漢字的中文科已開始推廣簡體字，會影響學生日後對繁體字的掌握能力，於是連署於Facebook群組撰寫公開信，向教育及青年發展局投訴校方行為。家長於信中表明，理解澳門需融入國家發展大局，但繁體字是澳門文化重要一環，因此有責任守護及傳承，並引用教育及青年發展局於2017年批示之《小學教育階段基本學力要求》，重申澳門學校應保證「課程要促進學生流利、得體地使用粵語，運用普通話進行基本交流，認識中華人民共和國法定的規範漢字，並正確使用繁體字」。事件引來眾多關注，有家長表示校方舉動「會有啲問題」，並表明長遠而言學習簡體字為必需，但應在初中才開始轉用簡體教材。亦有家長認為該舉動實際是在「同化」澳門、抹去澳門特色的自我閹割行為。而在聖心中學家長的公開信帖文下，亦有網民紛紛表示支持「捍衛繁體字」，甚至牽連至粵語在澳門面臨的傳承危機，更於各大平臺留言轉發「希望於澳門出生和受教育的小朋友都可以學好廣東話，識寫繁體字」。
對於此次爭議，校方發公告表示使用簡體中文及普通話能使學生具「家國情懷」及「國際視野」，亦表示該舉動是為澳門學生提升升學競爭力，但同時指出校方了解家長對教材的意見，並申明未來將繁簡教材並用，並且於小學教授漢字時會以繁體字結構教學。教育及青年發展局及後亦發新聞稿回應家長，會密切與校方溝通，並表明校方在轉換新教材的同時，亦會使用多元化的繁體教學資源來輔助學生學習；保留學生學習繁體字的機會及環境。